# Rajd Cypru 1988
Rajd Cypru 1988 (16. Rothmans Cyprus Rally) – 16 edycja rajdu samochodowego Rajd Cypru rozgrywanego na Cyprze. Rozgrywany był od 23 do 25 września 1988 roku. Była to trzydziesta ósma runda Rajdowych Mistrzostw Europy w roku 1988 (rajd miał najwyższy współczynnik - 20) oraz szósta runda Rajdowych Mistrzostw Cypru.

## Klasyfikacja rajdu
| Miejsce                      | Kierowca                      | Pilot                        | Samochód                     | Czas                         | Strata                       |                              |
| Klasyfikacja generalna i ERC | Klasyfikacja generalna i ERC  | Klasyfikacja generalna i ERC | Klasyfikacja generalna i ERC | Klasyfikacja generalna i ERC | Klasyfikacja generalna i ERC | Klasyfikacja generalna i ERC |
| ---------------------------- | ----------------------------- | ---------------------------- | ---------------------------- | ---------------------------- | ---------------------------- | ---------------------------- |
| 1.                           | Björn Waldegård               | Fred Gallagher               | Toyota Celica GT-4 (ST165)   | 6:38:09                      | 0.0                          |                              |
| 2.                           | Fabrizio Tabaton              | Luciano Tedeschini           | Lancia Delta Integrale       | 6:45:58                      | +7:49                        |                              |
| 3.                           | David Llewellin               | Phil Short                   | Audi Coupé Quattro           | 6:46:40                      | +8:31                        |                              |
| 4.                           | Kenneth Eriksson              | Peter Diekmann               | Toyota Celica GT-4 (ST165)   | 6:56:12                      | +18:03                       |                              |
| 5.                           | Antonis Ieropoulos            | Theodoros Vassiliades        | Nissan Silvia                | 7:06:54                      | +28:45                       |                              |
| 6.                           | Dimi Mavropoulos              | Nikos Antoniades             | Ford Sierra XR 4x4           | 7:07:31                      | +29:22                       |                              |
| 7.                           | Vahan Terzian                 | Yiannakis Theofanous         | Audi Coupé Quattro           | 7:15:01                      | +36:52                       |                              |
| 8.                           | Christodoulos Hadjivassileiou | Konstantinos Hadjivassileiou | Volkswagen Golf GTi          | 7:34:19                      | +56:10                       |                              |
| 9.                           | Andreas Kalogirou             | Andreas Christodoulides      | Peugeot 205 GTI              | 7:35:38                      | +57:29                       |                              |
| 10.                          | Nikolay Elizarov              | Sergey Talantsev             | Lada Samara 21083            | 7:42:16                      | +1:04:07                     |                              |